# Nederlandse Malacologische Vereniging
De NMV of Nederlandse Malacologische Vereniging werd in 1934 opgericht om amateurs en mensen die zich beroepsmatig op één of andere manier met mollusken bezighouden, te verenigen.
De vereniging organiseert bijeenkomsten met lezingen, symposia, veldexcursies, en jaarvergaderingen. Er zijn ook determinatie bijeenkomsten waar moeilijk op naam te brengen soorten door specialisten (vaak zelf amateur) bekeken en van een naam voorzien kunnen worden. De interesses van de leden zijn zeer gevarieerd. Leden verzamelen schelpen uit puur esthetische overwegingen of om ergens inzicht in te krijgen. Dat kan gaan om taxonomie, verwantschap, ecologie, anatomie, etc. Het niveau waarop dit gedaan wordt, is heel variabel: van heel basaal tot zeer vakkundig (vakkundigheid heeft hier niets te maken met het onderscheid tussen amateur en professioneel). Nederland telt een aantal specialisten op wereldniveau die 'gewoon' amateur zijn. Er zijn ook leden die niet verzamelen maar op andere wijze met deze diergroep bezig zijn. Binnen de vereniging zijn een aantal leden exclusief met fossiele weekdieren bezig: de paleomalacologie.
De vereniging houdt contact met zusterverenigingen in Europa en nam het initiatief tot de oprichting van een Europese malacologische vereniging die later werd omgezet in een wereldwijde: Unitas Malacologica.
De vereniging brengt drie tijdschriften uit: Basteria (genoemd naar Job Baster), Spirula en Vita Malacologica.